# لادانا هریس
لادانا هریس (انگلیسی: LaDonna Harris; زاده ۲۶ فوریهٔ ۱۹۳۱) سیاستمدار اهل اکلاهما از ایالات متحده آمریکا بود.
در سال ۱۹۸۰ لادانا هریس به‌عنوان کاندیدای معاون اول ریاست‌جمهوری بری کومونر از حزب شهروندان آمریکا انتخاب شد. خانم هریس اولین زن بومی آمریکایی بود که برای تصاحب این پست تلاش می‌کرد. او به خاطر فعالیت‌هایش در زمینه حفظ محیط زیست شهرت داشت. او همراه همسرش فرد روی هریس سناتور اکلاهما در واشینگتن، دی.سی. زندگی می‌کنند. در انتخابات ریاست جمهوری آمریکا برنده انتخابات ۱۹۸۰ رونالد ریگان شد.